# Дни в Бирме
«Дни в Бирме» (англ. Burmese Days) —  первый роман Джорджа Оруэлла, изданный в 1934 году издательством «Harper & Brothers» в США (британское издание с некоторыми изменёнными именами появилось годом позже).
Роман основан на автобиографическом материале: с 1922 по 1927 год Оруэлл служил в колониальной полиции в Бирме (на том же колониальном материале написаны рассказы «Как я стрелял в слона» и «Казнь через повешение»). Время, в которое происходит действие повести, относится к последним дням британского колониализма в Бирме, которая в то время управлялась из Дели как часть британской Индии.

## Краткое описание
Описываемые события происходят в 1920-х годах в британской Бирме, в вымышленном районе Кьяуктада, прототипом которого является Катар (ранее называвшийся Катха), город, где в реальности служил Оруэлл. История начинается, с того что Европейский клуб Кьяуктада обязали принять местного члена. Потенциальным кандидатом на эту роль является индиец доктор Верасвами. Узнав об этом, коррумпированный бирманский магистрат У По Кин планирует уничтожить репутацию доктора и самому стать членом европейского клуба. Доктор Верасвами надеется быть избранным в Европейский клуб с помощью своего друга европейца Джона Флори, чтобы защититься от интриг У По Кина.
Джон Флори, неженатый пресыщенный 35-летний торговец, с бирманской любовницей, лишенный друзей-европейцев, разочаровался в жизни в Бирме, сосредоточенной вокруг местного европейского клуба. В то же время он настолько укоренился в Бирме, что не может её покинуть и вернуться в Англию. Флори давно разочаровался в англичанах, которые грабят Бирму и никак её не развивают. Об этом он часто спорит со своим другом доктором Верасвами, защищающий англичан как эффективных администраторов непревзойденной империи. Но даже эмигрировав в Бирму и ненавидя англичан, Флори отчасти сохранил расистские взгляды. Даже имея любовницу-бирманку, он считает, что в качестве супруги приемлема только европейская женщина.
Желание Флори, похоже, исполнилось с появлением Элизабет Лакерстин, осиротевшей племянницы мистера Лакерстина, управляющего местной лесной фирмой. Флори спасает её, когда она думает, что на неё вот-вот нападет маленький водяной буйвол. Он сразу же увлекается ею, и они проводят некоторое время вместе, кульминацией чего является весьма успешная съемочная экспедиция. Флори стреляет в леопарда, обещая шкуру Элизабет в качестве трофея. Погруженный в романтические фантазии, Флори воображает Элизабет чувствительным объектом своего желания, европейской женщиной, которая "поймет его и даст ему то общение, в котором он нуждался". Он выгоняет из своего дома Ма Хла Мэй, свою хорошенькую, но хитрую бирманскую любовницу. Однако в то время как Флори превозносит достоинства богатой культуры бирманцев, последние пугают и отталкивают Елизавету, которая считает их "зверскими". Ещё хуже интерес Флори к высокому искусству и литературе, который напоминает Елизавете о её претенциозной матери, умершей с позором в Париже от отравления в результате жизни в убогих условиях, маскируясь под богемного художника. Несмотря на эти оговорки, о которых Флори совершенно не подозревает, она готова выйти за него замуж, чтобы избежать бедности, одиночества и нежелательных ухаживаний (вплоть до попыток изнасилования) своего вечно пьяного дяди.
Флори собирается предложить ей выйти за него замуж, но их первый разговор прерывает её тетя, а второй разговор прерывается из-за землетрясения. Миссис Лакерстин намеренно вмешивается, потому что узнала, что в Кьяуктаду прибывает лейтенант военной полиции по имени Верралл. Поскольку он происходит из очень хорошей семьи, она видит в нём гораздо лучшую перспективу в качестве мужа для Элизабет. Миссис Лакерстин говорит Элизабет, что Флори держит бирманскую любовницу в качестве преднамеренной уловки. Действительно, Флори держал любовницу, но отпустил её почти сразу же, как только появилась Элизабет. Элизабет приходит в ужас и при первой же возможности обращает свое внимание на Веррола, который высокомерен по отношению ко всем, кроме неё. Флори опустошен и через некоторое время пытается загладить свою вину, доставив ей леопардовую шкуру. Неудачный процесс приготовления сделал шкуру шелудивой и вонючей, и этот жест только усугубляет его статус бедного поклонника. Флори доставляет шкуру Элизабет, он говорит ей, что все ещё любит её. Она отвечает, что, к сожалению, эти чувства не взаимны, и выходит из дома, чтобы покататься верхом с Верраллом. Когда Флори и Элизабет расстаются, миссис Лакерстин приказывает слугам сжечь вонючую леопардовую шкуру, что символизирует ухудшение отношений Флори и Элизабет.

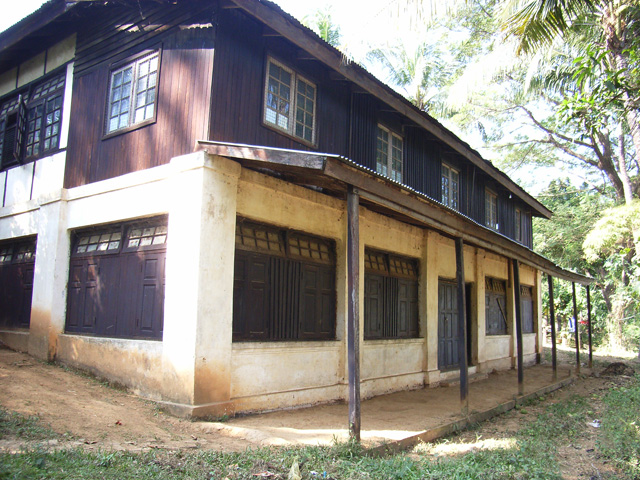
Здание британского клуба в Бирме (фото 2006 г.)

У По Кин начинает кампанию по убеждению европейцев, что доктор придерживается антибританских взглядов в убеждении. Он шлёт анонимные письма с ложными историями о докторе, и угрожает Флори. В это время он организует побег заключенного и восстанием, в котором он намерен обвинить доктора Верасвами. Восстание начинается и быстро подавляется. Во время боя исполняющий обязанности дивизионного лесного офицера Максвелл лично убивает одного из мятежников. Нехарактерно смелый Флори вступается за доктора Верасвами и предлагает ему стать членом клуба. В этот момент в город привозят тело офицера Максвелла, изрезанное на куски двумя родственниками убитого мятежника. Это создает напряженность между бирманцами и европейцами, которая усугубляется жестоким нападением на местных детей злобного архи-расистского лесоторговца Эллиса. Начинается большой, но безрезультатный антибританский бунт, остановленный Флори при поддержке доктора Верасвами. У По Кин пытается приписать заслуги себе, но ему не верят, и престиж доктора Верасвами восстанавливается.
Верралл покидает Кьяуктаду, не попрощавшись с Элизабет, и она снова влюбляется во Флори. Флори счастлив и собирается жениться на Элизабет. Однако У По Кин не сдался. Он нанимает бывшую бирманскую любовницу Флори, чтобы та устроила сцену перед Элизабет в церкви. Флори опозорен, и Элизабет отказывается иметь с ним что-либо общее. Ошеломленный потерей и не видя для себя будущего, Флори достаёт ружье и убивает свою собаку, а затем себя.
Доктора Верасвами понижают в должности до ассистента хирурга и отправляют в другой округ, а У По Кина избирают членом клуба. Планы У По Кина увенчались успехом, и он планирует искупить свою жизнь и очистить свои грехи, финансируя строительство пагод. Но вскоре он умирает от апоплексического удара, не успев построить первую пагоду, и его жена думает, что он в следующей жизни он будет лягушкой или крысой. Элизабет в конце концов выходит замуж за Макгрегора, заместителя комиссара, и счастливо живёт в презрении к туземцам, которые, в свою очередь, живут в страхе перед ней, выполняя свою судьбу — стать "бурра мемсахиб" (уважительный термин, которым туземца называют белых  европейских женщин).